# Tert-butyldimethylchloorsilaan
tert-butyldimethylchloorsilaan, meestal afgekort als TBDMSCl, is een organische siliciumverbinding met de brutoformule C6H15SiCl. Het is een ontvlambare en corrosieve vaste stof met een karakteristieke geur.

## Toepassing
tert-butyldimethylchloorsilaan wordt in de chemische synthese van fijnchemicaliën (geneesmiddelen en dergelijke) gebruikt voor het beschermen van amiden, amines en vooral alcoholen. Met de hydroxylgroep van alcoholen vormt tert-butyldimethylchloorsilaan een silylether met de beschermende groep TBDMSO (tert-butyldimethylsilyloxy). De reactie verloopt traag, tenzij imidazool als katalysator en dimethylformamide als oplosmiddel gebruikt worden.
Het voordeel van tert-butyldimethylchloorsilaan tegenover andere silylchloriden, zoals trimethylchloorsilaan, is dat de silylethers ervan veel beter bestand zijn tegen hydrolyse.
De ontscherming, het verwijderen van de beschermende groep, kan op verschillende manieren gebeuren, onder andere met hexafluorkiezelzuur, met acetylchloride in methanol of met tetra-n-butylammoniumfluoride (TBAF) in tetrahydrofuraan. Natriumtetrachloorauraat(III) maakt als katalysator onderscheidt tussen verschillende typen silylethers tijdens het ontschermen.